# Hội chứng đầu phát nổ
Hội chứng đầu phát nổ (EHS), thường được gọi là cảm giác sốc hộp sọ, là một tình trạng lành tính trong đó một người sẽ trải qua việc chịu đựng những tiếng ồn không lớn lắm, xảy ra trong thời gian ngắn, như một quả bom nổ hoặc một tiếng súng, khi ngủ hoặc thức dậy. Những tiếng động này thường gây khó chịu và đáng sợ cho người đó. Cả nguyên nhân lẫn cơ chế của triệu chứng này đều không được biết đến. Mặc dù vô hại cho con người nhưng hội chứng này tạo ra đau khổ hoặc suy giảm trong cuộc sống của các cá nhân mắc phải nó.

## Phân loại
Hội chứng đầu phát nổ được phân loại như một chứng mất ngủ và rối loạn phân ly liên quan đến giấc ngủ theo Phân loại rối loạn giấc ngủ quốc tế năm 2005 và là một loại ảo giác thính giác bất thường ở chỗ nó xảy ra ở những người không tỉnh táo hoàn toàn.

## Triệu chứng
Người mắc phải hội chứng đầu phát nổ hoặc nghe những tiếng ồn tưởng tượng với cường độ lớn khi họ đang ngủ hoặc thức dậy, có phản ứng cảm xúc mạnh mẽ, thường sợ hãi với âm thanh nhưng không trải qua cảm giác đau đớn đáng kể; khoảng 10% người mắc hội chứng này cũng gặp phải những rối loạn thị giác  Một số người cũng có thể cảm thấy nóng, cảm giác lạ lùng trong thân mình, hoặc cảm giác ngứa ran trên đầu trước khi ảo giác thính giác xảy ra. Với sự kích thích cao, người mắc phải hội chứng sẽ phải trải qua đau khổ, lúng túng, giật cơ tim, nhịp tim nhanh, đổ mồ hôi, và cảm giác cảm thấy như thể họ đã ngừng thở và phải cố gắng hít thở một lần nữa.
Các ảo giác thính giác luôn thay đổi. Một số người báo cáo có tổng cộng hai hoặc bốn ảo giác xảy ra sau một đợt thuyên giảm kéo dài hoặc tổng số các ảo giác trong một vài tuần hoặc vài tháng trước khi các ảo giác tự động biến mất và thậm chí các ảo giác có thể tái diễn bất thường vài ngày, vài tuần hoặc nhiều tháng trong suốt cuộc đời. 

## Nguyên nhân
Nguyên nhân của EHS là không rõ, nhưng một số giả thuyết đã được đưa ra. Lý thuyết phổ biến nhất về nguyên nhân của EHS là rối loạn chức năng của sự hình thành lưới trong não bộ chịu trách nhiệm chuyển tiếp giữa quá trình thức dậy và ngủ.
Các lý thuyết khác chỉ ra nguyên nhân của EHS bao gồm:
- Co giật nhẹ ảnh hưởng đến thùy thái dương
- Rối loạn chức năng của tai, bao gồm những thay đổi đột ngột ở thành phần tai giữa hoặc ống Eustachian.
- Căng thẳng và lo lắng
- Biến đổi và ngủ bị gián đoạn, kết hợp với sự sụt giảm trong giấc ngủ/
- Hội chứng ngưng thuốc chống trầm cảm
- Can thiệp kênh calci tạm thời.

## Chữa trị
Vào năm 2018, không có thử nghiệm lâm sàng nào được tiến hành để xác định phương pháp điều trị an toàn và hiệu quả cho những người mắc hội chứng đầu phát nổ; một số báo cáo cho rằng các trường hợp mắc hội chứng được điều trị với clomipramine, flunarizine, nifedipine, topiramate, carbamazepine, methylphenidate không được công bố về cách thức điều trị của một số ít người (hai đến mười hai bệnh nhân cho mỗi báo cáo). Các nghiên cứu cho thấy rằng giáo dục và sự đảm bảo có thể làm giảm tần suất của các ảo ảnh do EHS gây ra. Có một số bằng chứng cho thấy những người mắc phải  EHS hiếm khi báo cáo lại các ảo giác cho các chuyên gia y tế.

## Dịch tễ học
Chưa có đủ các nghiên cứu được thực hiện để đưa ra các tuyên bố kết luận về tỷ lệ những người hiện nhiễm hội chứng đầu phát nổ  cũng như những người có xu hướng bị EHS. 

## Lịch sử
Các báo cáo trường hợp của EHS đã được xuất bản ít nhất từ năm 1876, khi mà Silas Weir Mitchell mô tả là "cảm giác thải" ở bệnh nhân. Cụm từ "chụp não" được đặt ra vào năm 1920 bởi bác sĩ và bác sĩ tâm thần người Anh Robert Armstrong-Jones. Một mô tả chi tiết của hội chứng và tên "hội chứng đầu phát nổ" được đưa ra bởi nhà thần kinh học người Anh John MS Pearce vào năm 1989. Gần đây hơn, Peter Goadsby và Brian Sharpless đã đề xuất đổi tên EHS thành "sốc cảm giác sọ não" vì nó mô tả các triệu chứng chính xác hơn (bao gồm cả các yếu tố tạo ảo ảnh không phải thính giác) và phù hợp với các thuộc tính tốt hơn cái của Mitchell đưa ra.